# Episodi di Bob's Burgers (seconda stagione)
La seconda stagione di Bob's Burgers è andata in onda originariamente negli Stati Uniti dall'11 marzo 2012 al 20 maggio 2012 su FOX.
In Italia è stata trasmessa per la prima volta dal 26 agosto 2012 al 21 ottobre 2012 su Fox.
| N° | Codice di produzione | Titolo                  | Titolo originale    | Prima TV USA   | Prima TV Italia   |
| -- | -------------------- | ----------------------- | ------------------- | -------------- | ----------------- |
| 1  | 2ASA01               | Il tesoro di Caffrey    | The Belchies        | 11 marzo 2012  | 26 agosto 2012    |
| 2  | 2ASA02               | Bob eroe per caso       | Bob Day Afternoon   | 18 marzo 2012  | 2 settembre 2012  |
| 3  | 2ASA03               | Nuoto sincronizzato     | Sycronized Swimming | 25 marzo 2012  | 9 settembre 2012  |
| 4  | 2ASA04               | Il boss degli hamburger | Burgerboss          | 1º aprile 2012 | 16 settembre 2012 |
| 5  | 2ASA05               | Problemi ambulanti      | Food Truckin        | 15 aprile 2012 | 23 settembre 2012 |
| 6  | 2ASA07               | Dr. Yap                 | Dr. Yap             | 29 aprile 2012 | 30 settembre 2012 |
| 7  | 2ASA06               | Morsi e rimorsi         | Moody Foodie        | 6 maggio 2012  | 7 ottobre 2012    |
| 8  | 2ASA10               | Cattivissima Tina       | Bad Tina            | 13 maggio 2012 | 14 ottobre 2012   |
| 9  | 2ASA09               | Beefsquatch             | Beefsquatch         | 20 maggio 2012 | 21 ottobre 2012   |

## Il tesoro di Caffrey
- Sceneggiatura: Jon Schroeder
- Regia: Boohwan Lim e Kyounghee Lim
- Messa in onda originale: 11 marzo 2012
- Messa in onda italiana: 26 agosto 2012

Per cercare un tesoro Tina, Gene, Louise, Ollie, Andy e Jimmy Jr. si avventurano di notte in un edificio di caramelle che sta per essere demolito. Dovranno essere Bob e Linda a portarli fuori prima della distruzione del palazzo.

## Bob eroe per caso
- Sceneggiatura: Dan Fybel e Rich Rinaldi
- Regia: Wes Archer
- Messa in onda originale: 18 marzo 2012
- Messa in onda italiana: 2 settembre 2012

Quando la rapina nella banca lungo la strada va male, Bob si ritrova al centro di una crisi come ostaggio dei criminali.

## Nuoto sincronizzato
- Sceneggiatura: Holly Schlesinger
- Regia: Anthony Chun
- Messa in onda originale: 25 marzo 2012
- Messa in onda italiana: 9 settembre 2012

I ragazzi trovano un originale modo per evitare le lezioni di ginnastica a scuola. Intanto Bob dà il 'benvenuto' ad una nuova macchina per i gelati.

## Il boss degli hamburger
- Sceneggiatura: Scott Jacobson
- Regia: Jennifer Coyle
- Messa in onda originale: 1º aprile 2012
- Messa in onda italiana: 16 settembre 2012

Bob si fissa con un videogioco della vecchia scuola, in cui si devono capovolgere gli hamburger: vuole battere il record, che appartiene all'odiato Jimmy Pesto.

## Problemi ambulanti
- Sceneggiatura: Lizzie Molyneux e Wendy Molyneux
- Regia: Bernard Derriman
- Messa in onda originale: 15 aprile 2012
- Messa in onda italiana: 23 settembre 2012

Bob decide di prendere in considerazione una proposta di Randy, quella di comprare un furgone-ristorante per vendere il cibo a 'portar via' di Bob's Burger più comodamente.

## Dr. Yap
- Sceneggiatura: Anthony Chun
- Regia: Steven Davis e Kelvin Yu
- Messa in onda originale: 29 aprile 2012
- Messa in onda italiana: 30 settembre 2012

Mentre è malato, Bob scambia Gayle per sua moglie, e la bacia. Lei si innamora di lui, e ora Bob non sa come comportarsi.

## Morsi e rimorsi
- Sceneggiatura: Steven Davis e Kelvin Yu
- Regia: Boohwan Lim e Kyounghee Lim
- Messa in onda originale: 6 maggio 2012
- Messa in onda italiana: 7 ottobre 2012

Bob è seccato: ha scoperto che un critico gastronomico tanto famoso quanto maligno ha fatto una recensione negativa al suo ristorante.

## Cattivissima Tina
- Sceneggiatura: Holly Schlesinger
- Regia: Jennifer Coyle
- Messa in onda originale: 13 maggio 2012
- Messa in onda italiana: 14 ottobre 2012

Tina sta crescendo, e inizia a frequentare la 'cattiva ragazza' Tammy, anche per potersi avvicinare a Jimmy Pesto Jr.

## Beefsquatch
- Sceneggiatura: Nora Smith
- Regia: Wes Archer
- Messa in onda originale: 20 maggio 2012
- Messa in onda italiana: 21 ottobre 2012

Bob è invitato ad apparire in un talk show della mattina. Qualcosa rovinerà tutto, a partire dal set della trasmissione.